# Baranya vármegyei 3. sz. országgyűlési egyéni választókerület
A Baranya vármegyei 3. sz. országgyűlési egyéni választókerület egyike annak a 106 választókerületnek, amelyre a 2011. évi CCIII. törvény Magyarország területét felosztja, és amelyben a választópolgárok egy-egy országgyűlési képviselőt választhatnak. A választókerület nevének szabványos rövidítése: Baranya 03. OEVK. Székhelye: Mohács

## Területe
A választókerület az alábbi településeket foglalja magába:
1. Ág
2. Alsómocsolád
3. Apátvarasd
4. Babarc
5. Bár
6. Belvárdgyula
7. Beremend
8. Bezedek
9. Bikal
10. Birján
11. Bóly
12. Borjád
13. Dunaszekcső
14. Egerág
15. Egyházasharaszti
16. Egyházaskozár
17. Erdősmárok
18. Erdősmecske
19. Erzsébet
20. Fazekasboda
21. Feked
22. Geresdlak
23. Görcsönydoboka
24. Hegyhátmaróc
25. Hidas
26. Himesháza
27. Homorúd
28. Hosszúhetény
29. Illocska
30. Ivánbattyán
31. Ivándárda
32. Kárász
33. Kásád
34. Kátoly
35. Kékesd
36. Kisbudmér
37. Kisharsány
38. Kisherend
39. Kisjakabfalva
40. Kiskassa
41. Kislippó
42. Kisnyárád
43. Kistapolca
44. Köblény
45. Kölked
46. Lánycsók
47. Lapáncsa
48. Lippó
49. Liptód
50. Lovászhetény
51. Mágocs
52. Magyarbóly
53. Magyaregregy
54. Majs
55. Maráza
56. Máriakéménd
57. Márok
58. Martonfa
59. Máza
60. Mecseknádasd
61. Mekényes
62. Mohács
63. Monyoród
64. Nagybudmér
65. Nagyhajmás
66. Nagyharsány
67. Nagynyárád
68. Nagypall
69. Nagytótfalu
70. Óbánya
71. Ófalu
72. Olasz
73. Old
74. Palkonya
75. Palotabozsok
76. Pécsdevecser
77. Pécsvárad
78. Peterd
79. Pócsa
80. Sárok
81. Sátorhely
82. Siklósnagyfalu
83. Somberek
84. Szajk
85. Szalatnak
86. Szárász
87. Szászvár
88. Szebény
89. Szederkény
90. Székelyszabar
91. Szellő
92. Szőkéd
93. Szűr
94. Tófű
95. Töttös
96. Udvar
97. Újpetre
98. Vékény
99. Véménd
100. Versend
101. Villány
102. Villánykövesd
103. Vokány
104. Zengővárkony

## Országgyűlési képviselője
| Név                | Párt                                         | Párt        | Terminus    | Megjegyzés                                   |
| ------------------ | -------------------------------------------- | ----------- | ----------- | -------------------------------------------- |
| Dr. Hargitai János |                                              | Fidesz-KDNP | 2014 – 2018 | A 2014-es országgyűlési választás eredménye: |
| Dr. Hargitai János | A 2018-as országgyűlési választás eredménye: | Fidesz-KDNP | 2014 – 2018 |                                              |
| Dr. Hargitai János | A 2022-es országgyűlési választás eredménye: | Fidesz-KDNP | 2014 – 2018 |                                              |

## Demográfiai profilja
| Iskolai végzettség                | Iskolai végzettség               | Iskolai végzettség | Iskolai végzettség | Iskolai végzettség |
| --------------------------------- | -------------------------------- | ------------------ | ------------------ | ------------------ |
|                                   |                                  |                    |                    | fő                 |
| Általános iskolát nem végezte el  | Általános iskolát nem végezte el |                    | 2139               | 2139               |
| Általános iskola                  | Általános iskola                 |                    | 16836              | 16836              |
| Szakmunkás                        | Szakmunkás                       |                    | 20683              | 20683              |
| Érettségi                         | Érettségi                        |                    | 19469              | 19469              |
| Diploma                           | Diploma                          |                    | 9221               | 9221               |
| A 2022. évi népszámlálás szerint. |                                  |                    |                    |                    |

A Baranya vármegyei 3. sz. választókerület lakónépessége 2022. október 1-jén 82 289 fő volt. A 2011-es és a 2022-es népszámlálás között 7073 fővel csökkent a választókerület lakosság száma. A választókerületben a korösszetétel alapján a legtöbben a középkorúak élnek 30 057 fővel, míg a legkevesebben a gyermekek 13 941 fővel. A választókerület lakosságának a 80%-nál van internet elérési lehetőség.
A legmagasabb befejezett iskolai végzettség szerint a szakmunkás végzettséggel rendelkezők élnek a legtöbben 20 683 fő, utánuk a következő nagy csoport az érettségizettek 19 469 fővel.
Gazdasági aktivitás szerint a lakosság közel fele foglalkoztatott 36 687 fő, második legjelentősebb csoport az inaktív keresők, akik főleg nyugdíjasok 23 621 fővel.
A választókerület legjelentősebb nemzetiségi csoportja a német 9260 fő, illetve a cigány 2203 fő. Magyar állampolgársággal nem rendelkező külföldi állampolgárok aránya 1,6%.
Vallási összetétel szerint a választókerületben lakók legnagyobb vallása a római katolikus (30 327 fő), valamint jelentős közösség még a reformátusok (3617 fő). A vallási közösséghez nem tartozók száma szintén jelentős (6739 fő), a választókerületben a második legnagyobb csoport a római katolikus vallás után.

## Országgyűlési választások
| Párt                             | Párt                   | Jelölt                 | Szavazatok | %     | ± %   |
| -------------------------------- | ---------------------- | ---------------------- | ---------- | ----- | ----- |
|                                  | Fidesz-KDNP            | Dr. Hargitai János     | 27 603     | 57,62 | 7,36  |
|                                  | Jobbik                 | Szőcs Norbert          | 11 359     | 23,71 | 4,8   |
|                                  | DK                     | Lukács János           | 4262       | 8,9   | 11,98 |
|                                  | LMP                    | Bosnyák András         | 3345       | 6,98  | 2,59  |
|                                  | Munkáspárt             | Horváth József         | 284        | 0,59  | 0,18  |
|                                  | Egyéb pártok           |                        | 1050       | 2,19  | 2,34  |
| Megjelent                        | Megjelent              | Megjelent              | 48 630     | 66,41 | 8,81  |
| Választópolgárok száma           | Választópolgárok száma | Választópolgárok száma | 73 193     | 100   | 3,76  |
| A Fidesz-KDNP tartja a körzetet. |                        |                        |            |       |       |

| Párt                                | Párt                   | Jelölt                    | Szavazatok | %     |
| ----------------------------------- | ---------------------- | ------------------------- | ---------- | ----- |
|                                     | Fidesz-KDNP            | Dr. Hargitai János György | 21 625     | 50,26 |
|                                     | Összefogás             | Loschán Ferenc            | 8983       | 20,88 |
|                                     | Jobbik                 | Szőcs Norbert             | 8137       | 18,91 |
|                                     | LMP                    | Hartweg Ildikó            | 1890       | 4,39  |
|                                     | Munkáspárt             | Horváth József            | 332        | 0,77  |
|                                     | Szociáldemokraták      | Móricz Károly Antalné     | 113        | 0,26  |
|                                     | Egyéb pártok           |                           | 1943       | 4,53  |
| Megjelent                           | Megjelent              | Megjelent                 | 43 753     | 57,6  |
| Választópolgárok száma              | Választópolgárok száma | Választópolgárok száma    | 75 954     | 100   |
| A Fidesz-KDNP nyeri meg a körzetet. |                        |                           |            |       |